# Coolpad

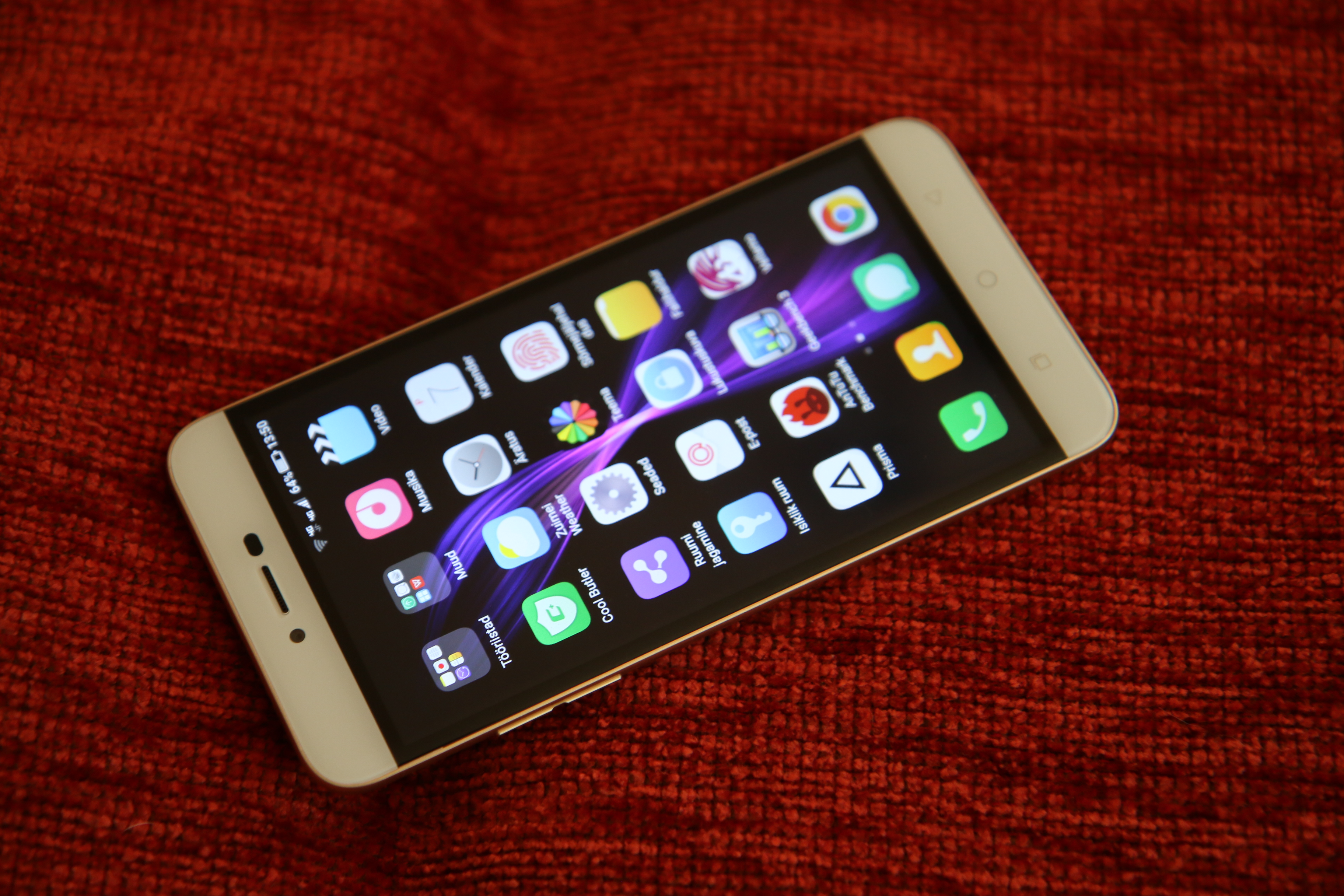
Smartfon Coolpad Torino

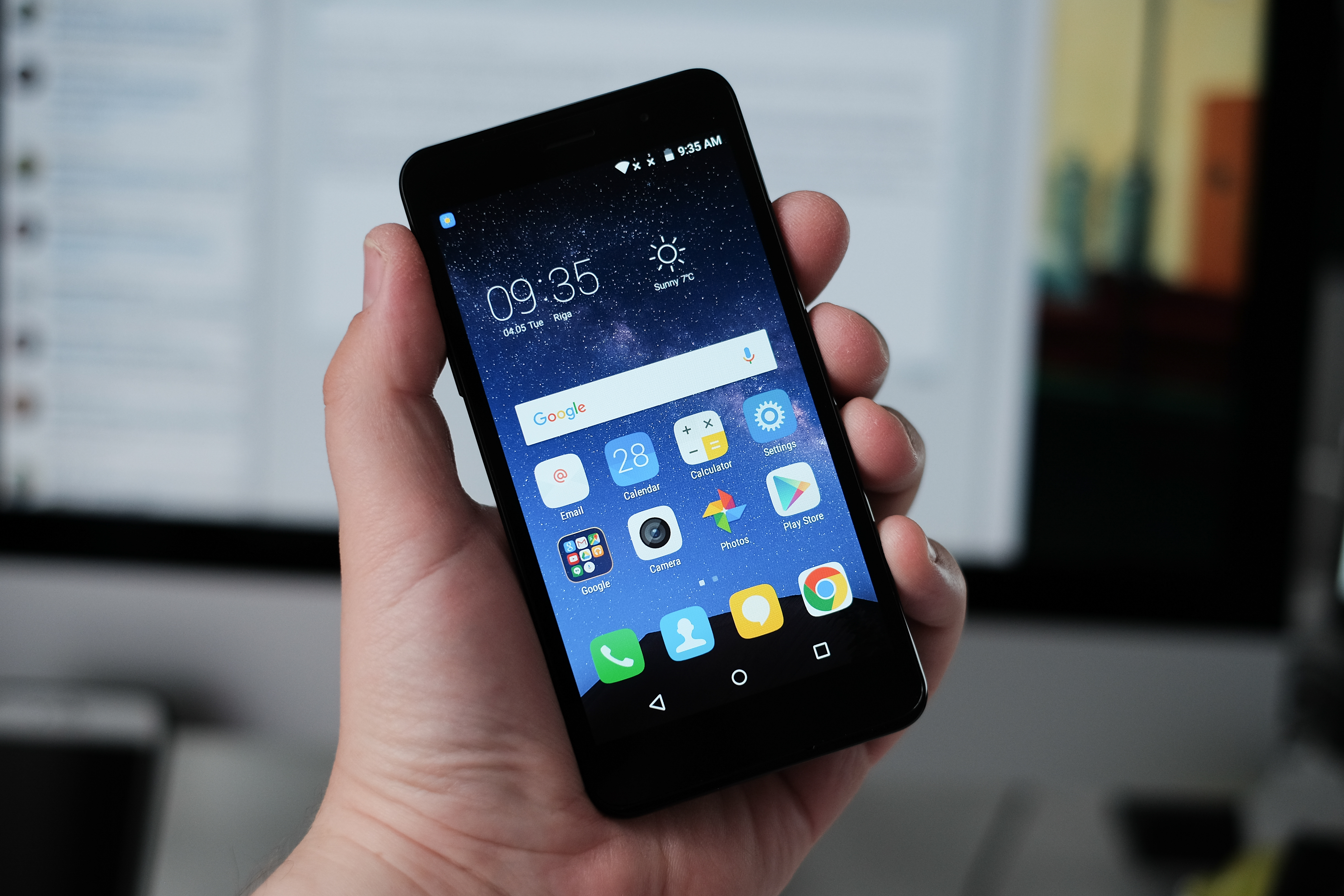
Smartfon Coolpad Porto SX

Coolpad Group Ltd. (chiń. 酷派集团有限公司) – chińskie przedsiębiorstwo elektroniczne i telekomunikacyjne, zajmujące się m.in. produkcją telefonów komórkowych, z siedzibą w Shenzhen (prowincja Guangdong).
Historia przedsiębiorstwa sięga 1993 roku. Pierwotnie przedsiębiorstwo Yulong Computer (zał. 1993) zajmowało się produkcją pagerów i systemów przywoławczych; dopiero od 2002 roku skoncentrowano się na telefonach komórkowych. W 2002 roku powstało przedsiębiorstwo China Wireless Technologies, ze spółką zależną Yulong Computer. W 2013 roku China Wireless zmieniło nazwę na Coolpad Group.
W 2003 roku producent wprowadził na rynek chiński telefon komórkowy z obsługą standardu CDMA1X, kolorowym ekranem i obsługą pisma odręcznego. W 2004 roku wypuścił telefon z funkcją dual SIM Coolpad 828. W 2012 roku Coolpad wszedł na rynek amerykański. W 2015 roku doszło do ekspansji marki na rynki europejskie; produkty Coolpad stały się dostępne w Polsce i Czechach.
W 2012 roku Coolpad był trzecią pod względem sprzedaży marką smartfonów na rynku chińskim. W trzecim kwartale 2013 r. przedsiębiorstwo zajęło szóste miejsce na globalnym rynku smartfonów.